# 铁血男儿夏明翰
《铁血男儿夏明翰》，2012年中国大陆中国中央电视台电视剧频道播出的战争剧。

## 剧情
1919年，五四运动风起云涌，刚刚建立不久的中华民国陷入了军阀割据的局面，民众苦不堪言，北洋军阀吴佩孚在攻下湖南省衡阳城的时候，深深影响了衡阳城的夏明翰一家及部分爱国青年，他们争相传阅《新青年》等进步书籍，并且加入了砂子会。夏明翰为了改良社会和保守的家庭决裂了，他去了古城长沙，在毛泽东的介绍下，加入了中国共产党，和郑家钧结为夫妻。1928年，夏明翰在白色恐怖的黑幕下，被中国共产党叛徒出卖，后被中国国民党擒拿杀害。

## 演员
| 演员     | 角色   | 备注                           |
| 严宽     | 夏明翰 | 章妙菱暗恋的对象，妻子郑家钧。 |
| 苏青     | 章妙菱 | 章承基的妹妹，与朱庭礼有婚约。 |
| 黄轩     | 孙越泽 |                                |
| 李璟     | 郑家钧 | 夏明翰的妻子。                 |
| 朱刚日尧 | 章承基 |                                |
| 周传兮   | 荷花   |                                |
| 李东恒   | 朱庭礼 | 与章妙菱有婚约。               |
| 姚诗涵   | 邵嘉美 |                                |
| 杨卿     | 卓芝伊 |                                |
| 张耀心   | 陶小菊 |                                |
| 李君峰   | 吴佩孚 | 北洋军阀。                     |

## 制作
夏明翰、孙越泽、章承基三人结为弟兄，但是三人信奉不同的主义和信仰。
电视剧基本上是用历史说话，定为“青春励志偶像剧”。
主演夏明翰的严宽说：“夏明翰抵制日货烧了自己家的日货。本以为夏明翰的爷爷会责怪明翰，谁知爷爷当上了国货维持会的会长。爷爷也爱国，原谅了明翰，没有惩罚他。今天的我们又学到了些什么？”